# Vatikánská tiskárna
Vatikánská tiskárna (původně italsky Tipografia poliglotta vaticana; od roku 1991, po sloučení s tiskárnou L'Osservatore Romano pouze Tipografia Vaticana) je orgán Římské kurie, který je zodpovědný za tisk dokumentů Svatého stolce, jako jsou slavnostní brožury a výtisky L'Osservatore Romano.
Sídlí na Via della Tipografia v severním sousedství Apoštolského paláce ve Vatikánu.

## Historie
Tiskárna byla založena již 27. dubna 1587 papežem Sixtem V. s brevem Eam semper pod názvem Stamperia vaticana. V roce 1715 byla svěřena tiskaři Giovannimu Marii Salvionimu, který ji vedl až do své smrti a odkázal ji svým synům. Současné prostory byly postaveny v roce 1908 na příkaz papeže Pia X. V roce 1937 papež Pius XI. svěřil chod tiskárny salesiánům. V roce 1991 proběhly po sloučení s tiskárnou deníku L'Osservatore Romano rozsáhlé práce na modernizaci tiskařské technologie.
Papež František 27. června 2015 prostřednictvím motu proprio L'attuale contesto comunicativo stanovil, že Vatikánská tiskárna bude spolu se všemi subjekty Svatého stolce, které se zabývají komunikací (vatikánský rozhlas, televize, deník L'Osservatore Romano a jiné), sjednocena do nového dikasteria s názvem Dikasterium pro komunikaci.

## Produkty
K hlavním vydávaným dílům patří bible, liturgické knihy, pravidla řeholních institutů, umělecké publikace pro Vatikánská muzea a Vatikánskou apoštolskou knihovnu nebo knihy vydávané vatikánským nakladatelstvím Libreria Editrice Vaticana (tištěné v 15 různých jazycích). Tisknou se rovněž oficiální dokumenty Svatého stolce, jako je Annuario Pontificio a Acta Apostolicae Sedis, ale i různé drobné produkty jako například pohlednice, letáky, pozvánky, plakáty, hlavičkový papír či kalendáře.